# Terpsichore subtilis
Terpsichore subtilis är en stensöteväxtart som först beskrevs av Kze. och Kl., och fick sitt nu gällande namn av Alan Reid Smith. Terpsichore subtilis ingår i släktet Terpsichore och familjen Polypodiaceae. Inga underarter finns listade.